# HHTDD
HHTDD je organsko jedinjenje, koje sadrži 6 atoma ugljenika i ima molekulsku masu od 468,168 .
HHTDD (heksanitroheksaazatriciklododekandion) je snažno eksplozivno jedinjenje, ali osetljivo na vlagu. To je u suštini otvoreni analog jedinjenja cikličnog nitroamina kao što je CL-20. Iako je veoma eksplozivan, sa brzinom detonacije čak većom od one kod CL-20, HHTDD se lako razlaže u prisustvu čak i tragova vode, što ga čini nepodesnim za bilo kakvu praktičnu primenu. Takođe je i organsko jedinjenje, koje sadrži 6 atoma ugljenika i ima molekulsku masu od 468,168 .
U koncentrovanoj hlorovodoničkoj kiselini, 1,4-formil-2,3,5,6-tetrametilpiperazin reaguje sa ureom da bi se dobio 2,4,6,8,10,12-heksaazatriciklo dodekan-5,11-dion dihidrohlorid hidrat. Zatim izvršite nitriranje da biste dobili proizvod HHTDD.

## Osobine
| Osobina                  | Vrednost |
| ------------------------ | -------- |
| Broj akceptora vodonika  | 14       |
| Broj donora vodonika     | 0        |
| Broj rotacionih veza     | 6        |
| Particioni koeficijent ( | 11,1     |
| Rastvorljivost (logS, log(mol/L))       | -16,0    |
| Polarna površina (PSA, Å2)  | 328,5    |

## Literatura
- Clayden, Jonathan; Greeves, Nick; Warren, Stuart; Wothers, Peter (2001). Organic Chemistry (I изд.). Oxford University Press. ISBN 978-0-19-850346-0.
- Smith, Michael B.; March, Jerry (2007). Advanced Organic Chemistry: Reactions, Mechanisms, and Structure (6th изд.). New York: Wiley-Interscience. ISBN 0-471-72091-7.
- Katritzky A.R.; Pozharskii A.F. (2000). Handbook of Heterocyclic Chemistry (Second изд.). Academic Press. ISBN 0080429882.